# Бэлцану, Ефим Моисеевич
Ефим Моисеевич Бэлцану (реже Балцану и Балцан, рум. Efim Bălţanu, настоящая фамилия Вайсман; род. 12 мая 1930, Александрены, Бессарабия) — молдавский советский эстрадный певец (баритон). Заслуженный артист Молдавской ССР (1964).

## Биография
Родился в еврейской земледельческой колонии Александрены Сорокского уезда. Вырос в Бельцах (отсюда сценический псевдоним), был дружен с Мусей Пинкензоном и будущим экономистом Бенором Гурфелем. Окончил музыкальную школу при Московской консерватории имени П. И. Чайковского в 1951 году, затем Музыкально-педагогический институт имени Гнесиных (1956). В 1951—1956 годах был солистом Московского театра оперетты, в 1956—1957 годах — Одесского театра музыкальной комедии.
В 1957—1967 годах — солист молдавского эстрадно-джазового оркестра «Букурия» под управлением Шико Аранова. В 1967—1978 годах — солист Молдавской государственной филармонии, в 1979—1981 годах её художественный директор. Был музыкальным руководителем и солистом кишинёвского ВИА «Зымбет». С 1990 года в Израиле (Беэр-Шева).